# Ernst Schlensker
Ernst Schlensker (* 10. Juli 1908 in Wattenscheid; † 22. Februar 1978) war ein deutscher Gewerkschafter, sozialdemokratischer Politiker und Regierungspräsident in Arnsberg.
Schlensker trat nach der Verwaltungsschule 1922 in die Stadtverwaltung von Wattenscheid ein. 
Seit 1922 war er Mitglied der Sozialistischen Arbeiterjugend und seit 1924 der SPD. Im Jahr 1927 gehörte Schlensker zu den Mitbegründern der Reichsgewerkschaft Deutscher Kommunalbeamter.
Zu Beginn der nationalsozialistischen Herrschaft wurde er aus politischen Gründen entlassen und arbeitete von 1935 bis 1942 als kaufmännischer Angestellter. Zwischen 1942 und 1946 leistete er Kriegsdienst beziehungsweise war in Gefangenschaft. 
Im Jahr 1946 trat er wieder in die Kommunalverwaltung Wattenscheid ein und wurde 1948 zum Stadtamtmann ernannt. Ebenfalls seit 1946 war er Mitglied der ÖTV. Von 1948 bis 1954 war er Betriebsratsvorsitzender bei der Stadtverwaltung in Wattenscheid. 
Als direkt gewählter Abgeordneter für Wattenscheid gehörte er von 1950 bis 1956 dem Landtag von Nordrhein-Westfalen an. Dort schied er vorzeitig aus, weil er zum Regierungspräsidenten in Arnsberg berufen wurde. Dieses Amt übte Schlensker bis 1973 aus.

## Ehrungen
- 1972: Großes Verdienstkreuz der Bundesrepublik Deutschland
- In Arnsberg ist eine Straße nach Schlensker benannt.